# Alo Bärengrub
Alo Bärengrub (ur. 12 lutego 1984 w Kehtnie) – estoński piłkarz, grający na pozycji obrońcy, reprezentant kraju.

## Kariera klubowa
Bärengrub jest wychowankiem estońskiego klubu Lelle SK. W wieku 16 lat został podstawowym zawodnikiem klubu i w sezonie 2000 rozegrał w jego barwach 21 spotkań ligowych. Zaowocowało to transferem do Valga Warrior, z którym awansował do najwyższej klasy rozgrywkowej w Estonii – Meistriliigi. W roku 2004 przeniósł się do ówczesnego mistrza kraju, Flory Tallinn. Przez cztery sezony spędzone w klubie wystąpił w 102 spotkaniach, zdobywając aż 22 bramki. W grudniu 2007 był testowany przez Wisłę Kraków. W styczniu 2008 podpisał czteroletni kontrakt z drużyną norweskiej ekstraklasy, Bodø/Glimt. W lidze zadebiutował 30 marca 2008, pierwszą bramkę zdobył 10 sierpnia 2008, w spotkaniu przeciwko Vikingowi. W 2011 roku przeszedł do Nõmme Kalju. W 2015 roku zakończył tam karierę.

## Kariera reprezentacyjna
W latach 2004–2014 w reprezentacji Estonii rozegrał 48 spotkań.

## Osiągnięcia
Valga Warrior
- zwycięzca Esiliigi: 2002
- drugie miejsce w Esiliidze: 2001

 Flora Tallinn
- wicemistrz Estonii: 2007
- finalista Pucharu Estonii: 2006
- zdobywca Superpucharu Estonii: 2004
- finalista Superpucharu Estonii: 2006